# محوطه تکانلو
محوطه تکانلو مربوط به دوران‌های تاریخی پس از اسلام است و در شهرستان بیجار، بخش چنگ الماس، روستای قزان قره واقع شده و این اثر در تاریخ ۱۰ دی ۱۳۸۱ با شمارهٔ ثبت ۶۸۳۰ به‌عنوان یکی از آثار ملی ایران به ثبت رسیده است.